# Al-Haq
Al-Haq ("het Recht" in het Arabisch) is een Palestijnse niet-gouvernementele organisatie in Ramallah op de Westelijke Jordaanoever die werd opgericht in 1979. Een van de oprichters was Raja Shehadeh, jurist en auteur. Ze is gelieerd aan de Internationale Commissie van Juristen en bezit de consultatieve status voor de Economische en Sociale Raad van de Verenigde Naties. Al-Haq assisteert het Internationaal Strafhof bij haar onderzoek naar vermeende Israëlische oorlogsmisdaden.
Eind oktober 2021 verklaarde de Israëlische regering dat zij Al-Haq als terroristische organisatie beschouwt.

## Achtergrond
De organisatie ijvert voor de bescherming en bevordering van mensenrechten, de naleving van het recht in de Palestijnse Gebieden, het onveranderd toepassen van de universele rechten van de mens ongeacht de identiteit van een persoon en voor juridisch onderzoek naar mensenrechten.
Al-Haq brengt geregeld politieke rapporten uit aan de Mensenrechtenraad van de Verenigde Naties en was een van de actieve deelnemers tijdens de Wereldconferentie tegen Racisme in Durban in 2001. Ze voert actie tegen de bouw van de Israëlische Westoeverbarrière die Israël langs en op de Westelijke Jordaanoever aanlegt en verzet zich tegen de zogenoemde lawfare, waarmee een vorm van misbruik van het recht wordt bedoeld in de strijd tegen Palestijnen.
De organisatie ontving een groot deel van haar fondsen uit verschillende bronnen, waaronder de Verenigde Naties, enkele lidstaten van de EU, waaronder van de Nederlandse regering, ICCO en Kerk in Actie. Daarnaast ontving het gelden van de Ford Foundation en de Arab Human Rights Fund.

## Verboden
Bij monde van Benny Gantz , Israëlisch minister van defensie, verklaarde de Israëlische regering op 22 oktober 2021 dat Al-Haq (en zes andere Palestijnse mensenrechtengroepen) een terroristische organisatie was verbonden met het PFLP. Daarmee werden deze organisaties buiten de wet gesteld. Iedereen die met hen samenwerkt riskeert strafrechtelijke vervolging. Israël zou dit aan de internationale instanties/groepen laten weten die Al-Haq en de andere financieel of anderszins ondersteunen. Volgens het ministerie was hun mensenrechtenwerk een cover-up van deze link met deze terreurgroepering, die volgens Israël uit is op de bevrijding van Palestina en de vernietiging van Israël. Hun subsidies zouden in feite naar het PFLP gaan. Volgens directeur Shawan Jabarin was het een poging van Israël om critici de mond te snoeren. De Israëlische mensenrechtengroep B'Tselem noemde de Israëlische beschuldiging "een karakteristieke handelwijze van totalitaire regimes" om van onwelgevallige groepen af te komen. Amnesty International en Human Rights Watch kwamen met een gezamenlijke verklaring, waarin zij onder andere stelden: Deze vreselijke en onterechte beslissing is een aanval van de Israëlische regering op de internationale mensenrechtenbeweging. De VS hebben Israël om tekst en uitleg gevraagd.
Oprichter Shehadeh stelt dat Al-Haq tijdens de periode van directe Israëlische bezetting (1967-1995) nooit op de almaar groeiende lijst verboden organisaties werd gezet door de Israëlische commandant van de Westelijke Jordaanoever in het kader van "emergency regulations". In 1980 deed een Israëlische patrouille 's avonds laat een inval in het kantoor in Ramallah vanwege de vele auto's die er geparkeerd stonden. Enkele stafleden kregen klappen. Een vertegenwoordiger van Amnesty International had deelgenomen aan de avond. Al-Haq diende een officiële klacht in bij het leger, waarop een onderzoek begon dat na vele jaren nog steeds niet was afgerond. Maar het kantoor werd niet meer bestormd. Israël weigerde officials van Al-Haq al die jaren wel een reisdocument op grond van deze beschuldiging. Op basis van de in 2021 gepubliceerde verklaring van minister van defensie Gantz (de Westelijke Jordaanoever is niet officieel geannexeerd) zou de commandant van de Westelijke Jordaanoever Al-Haq op de voormelde lijst van verboden organisaties zetten. Daarna zijn allerlei maatregelen mogelijk die het functioneren van Al-Haq lam leggen.

## Eerdere door Al-Haq ervaren tegenwerking
- 2016: Nada Kiswanson, een juriste van Al-Haq, als zodanig betrokken bij het Internationaal Strafhof ten behoeve van het vergaren van bewijs inzake mogelijke/veronderstelde oorlogsmisdaden van Israël tijdens het Conflict in de Gazastrook 2014, deed aangifte bij de Nederlandse politie in Den Haag wegens herhaaldelijke bedreigingen (waarbij op haar werkzaamheden toespelingen werden gemaakt). Er was sprake van levensbedreiging en veelvuldige intimidaties (onder andere via het hacken van haar pc en smartphone).[6] Het Openbaar Ministerie startte een onderzoek (na een oproep daartoe van Amnesty International), dat na drie jaar werd afgesloten omdat er geen identificeerbare verdachten waren gevonden.[7]
- 2016 ("de laatste jaren"): "onware beschuldigingen van fraude"; "elektronische en digitale aanvallen" op kantoor in Ramallah, Palestina (mails en telefoontjes waarvan de herkomst niet bleek te achterhalen).[8]
- 2009: De directeur van Al-Haq kreeg van Israël geen toestemming om de Geuzenpenning in ontvangst te gaan nemen (Vlaardingen, Nederland).
- 2002: Het Israëlische leger viel het kantoor in Ramallah binnen en vernietigde de inboedel.[8] Oprichter Raja Shehadeh ontkende echter dat dit gebeurd was.[5]

## Erkenning
- 1989: Carter-Menil Human Rights Prize (samen met B'Tselem)
- 1990: Reebok Human Rights Award (toegekend aan Shabwan Jabarin)
- 2009: Geuzenpenning (samen met B'Tselem)